# Hypolimnas palladius
Hypolimnas palladius är en fjärilsart som beskrevs av Smith 1897. Hypolimnas palladius ingår i släktet Hypolimnas och familjen praktfjärilar. Inga underarter finns listade i Catalogue of Life.